# Павел Ярач
Павел Ярач (пол. Paweł Jaracz; нар. 22 липня 1975, Кожухув) — польський шахіст, гросмейстер від 2000 року.

## Шахова кар'єра
Багаторазовий призер чемпіонату Польщі серед юніорів, зокрема чотири рази золотий: 1989 року, до 14 років (Пеховіце) і до 15 років (Жихлін), 1990 року, до 20 років (Нисько), 1993 року до 18 років (Біла Підляська). Багато разів представляв Польщу на чемпіонаті Європи і світу в різних вікових категоріях, найкращі результати показавши в роках 1988 (4-те місце в Тімішоарі в групі до 14 років) та 1989 (6-те місце в Пуерто-Рико, в тій самій віковій категорії). Неодноразово брав участь у фіналі чемпіонату Польщі. На своєму рахунку має дві медалі: бронзову (Гданськ, 1994) і срібну (Варшава, 2011).
Серед успіхів в міжнародних турнірах слід відзначити перемоги в таких містах, як: Відень (1996), Губен (2000 і 2001), а також Беблінген (2002, разом з Яном Густафсоном і Райнером Буманном), Бенаске (2003, разом із зокрема, Олегом Корнєєвим і Антоанетою Стефановою), а також 2-ге місце в Хемніці (2006). 2009 року досягнув ще одного успіху, поділивши 2-4-те місце (позаду Юрія Вовка, разом з В'ячеславом Захарцовим і Маратом Джумаєвим) на турнірі Каппель-ла-Гранд. 2010 року виграв у Арв'є титул чемпіона Європейського Союзу.
Його вважають спеціалістом з гри в бліц і швидкі шахи. На своєму рахунку має багато успіхів, зокрема: триразовий чемпіон Польщі з бліцу (1996, 2003, 2014), дворазовий чемпіон Польщі зі швидких шахів (1994, 2015), дворазовий переможець турніру Королівський гамбіт Радома (2001 і 2002), триразовий (в 2003—2005 роках), тричі потрапляв до провідної шістнадцятки щорічного, дуже сильно Меморіалу Станіслава Гавліковського у Варшаві (зокрема 4-те місце у 2004 році), неодноразові перемоги на національних і міжнародних турнірах (зокрема, в таких містах, як: Свідниця, Вроцлав, Поляниця-Здруй, Біль, Стокгольм, Дрезден).
Найвищий рейтинг Ело в кар'єрі мав станом на 1 травня 2011 року, досягнувши 2575 очок займав тоді 13-те місце серед польських шахістів.

## Особисте життя
Дружина Павла Ярача, Барбара, має звання гросмейстера серед жінок і належить до числа провідних польських шахісток.